# Saborga-Péra
Ne doit pas être confondu avec Saborga-Kori.
Saborga-Péra est une commune rurale située dans le département de Tambaga de la province de la Tapoa dans la région de l'Est au Burkina Faso.

## Santé et éducation
Le centre de soins le plus proche de Saborga-Péra est le centre de santé et de promotion sociale (CSPS) de Tambaga.